# 罗德 (德国)
罗德是德国莱茵兰-普法尔茨州的一个市镇。总面积6.38平方公里，总人口251人，其中男性129人，女性122人（2011年12月31日），人口密度39人/平方公里。